# McClusky (Schiff)
Die USS McClusky (FFG-41) war eine Fregatte der Oliver-Hazard-Perry-Klasse.

## Technik
Die McClusky wird zu den sog. long-hull gezählt, d. h., sie ist etwa 138 Meter lang und 13 Meter breit. Sie hat einen Tiefgang von 7 Meter. Auf dem Schiff arbeiten etwa 240 Personen, davon etwa 219 Besatzungsmitglieder und 21 Angehörige der Helikopterbesatzungen (sechs Piloten, 15 Mann Wartungspersonal).

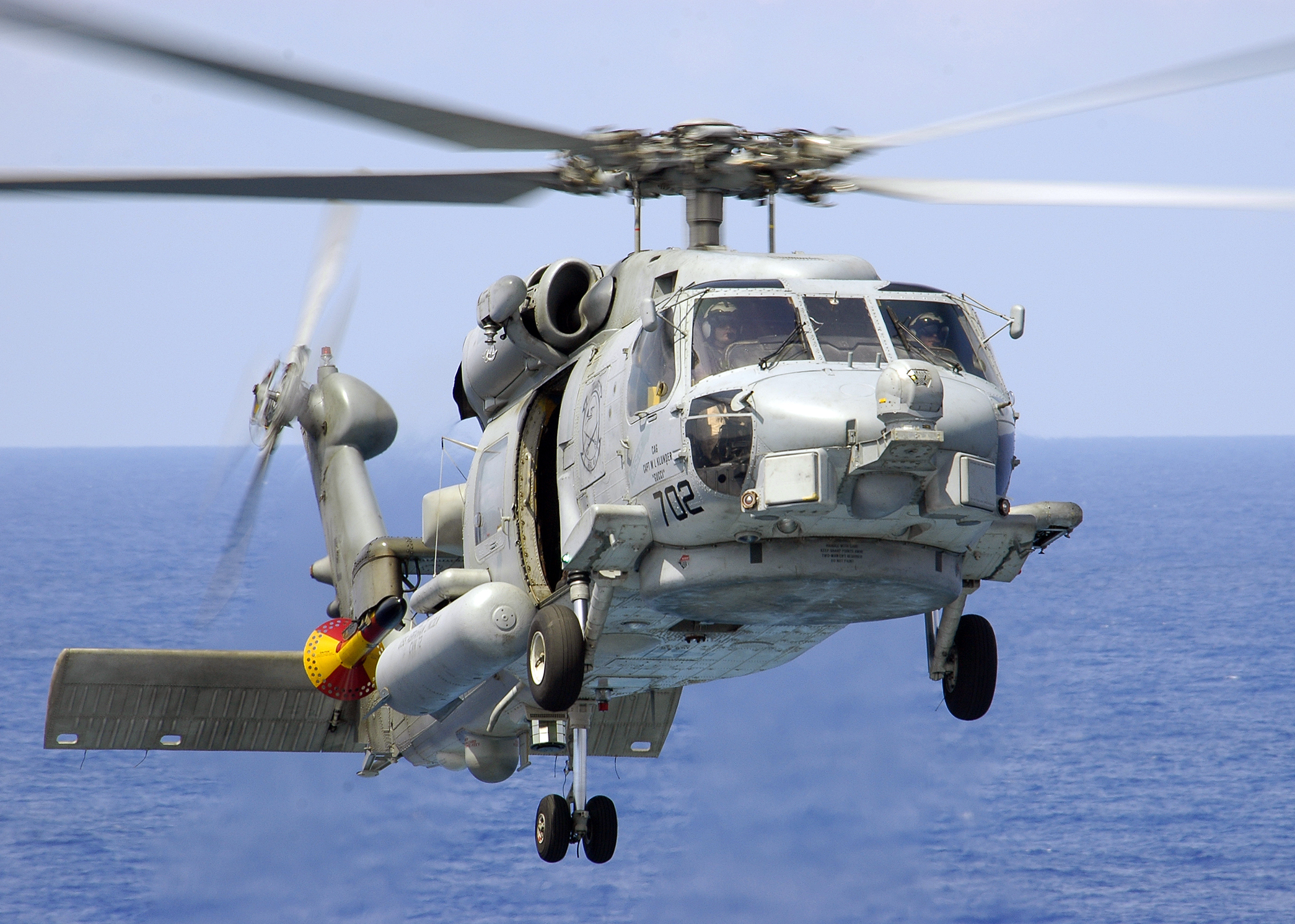
SH-60B Seahawk

Die McClusky war, wie alle Schiffe der Perry-Klasse, zunächst hauptsächlich als Geleitschiff zur Abwehr von Luft- und Seezielen konzipiert. Zu diesem Zweck war sie mit einem MK13-Starter für SM1-Raketen zur Luftabwehr und Harpoon-Raketen zur Bekämpfung von Seezielen ausgerüstet, der jedoch zu Beginn des 21. Jahrhunderts entfernt wurde.
Zur Seezielbekämpfung bleiben der USS McClusky noch ein einzelnes 76-mm-Geschütz sowie zwei Torpedorohre, die sich gegen U-Boote einsetzen lassen. Außerdem verfügt das Schiff über ein CIWS zur Abwehr von anfliegenden Seezielflugkörpern.
Zusätzlich befinden sich auf der McClusky zwei SH-60 Seahawk-Helikopter, die sich zur Bekämpfung von Oberflächenzielen und U-Booten eignen und die mit Penguin-Antischiffsraketen sowie Torpedos ausgerüstet werden können.

## Geschichte

### Bau
Die McClusky wurde am 18. Oktober 1981 bei Todd Pacific Shipyards auf Kiel gelegt, der Stapellauf erfolgte nur 11 Monate später. Das Schiff wurde nach Konteradmiral C. Wade McClusky benannt, der in der Schlacht um Midway die Fliegerstaffeln der Enterprise kommandierte. Die McClusky wurde am 10. Dezember 1983 in Long Beach in Dienst gestellt.

### Einsätze
1986 war die McClusky an der Überwachung der Gewässer rund um Taiwan beteiligt, nachdem die Volksrepublik China Raketentests in der Region durchgeführt hatte. Während des Ausbruchs des Mount Pinatubo 1991 war das Schiff am Abtransport von Zivilisten aus der Region beteiligt.
1992 besuchte die Fregatte als erste Einheit seit dem Zerfall der Sowjetunion die Stadt Wladiwostok. Nachdem sie insgesamt drei Einsätze in den Persischen Golf durchgeführt hatte, wechselte die McClusky ihren Heimathafen nach San Diego, von wo aus sie mehrere Fahrten zur Eindämmung des Drogenschmuggels durchführte. Außerdem war sie an der Rettung von Richard Van Pham, der 3 ½ Monate auf seinem seeuntüchtigen Segelboot auf dem Pazifik verbringen musste, beteiligt.
2002 wurde die McClusky der aktiven Reserveflotte zugeteilt. In dieser dient neben der stark reduzierten aktiven Crew vor allem Reservepersonal auf der Fregatte. Seitdem wird die Fregatte vor allem zur Jagd auf Schmuggler in Mittelamerika eingesetzt. So konnte die Crew 2008 8 Tonnen Kokain beschlagnahmen. Im Sommer 2010 nahm die Fregatte an der multinationalen Übung RIMPAC teil.
Am 14. Januar 2015 wurde das Schiff in der Naval Base San Diego außer Dienst gestellt.